# パリ協定 (カンボジア和平)
パリ平和協定（英: The Paris Peace Agreements、クメール語: សន្ធិសញ្ញាសន្តិភាពទីក្រុងប៉ារីស、仏: Accords de paix de Paris)、または包括的パリ平和協定（正式名称。英: Comprehensive Cambodian Peace Agreements）は、1991年10月23日にフランスのパリで調印され、カンボジア・ベトナム戦争が正式に終結した。
協定により冷戦後で最初の平和維持活動（国際連合カンボジア暫定統治機構）が展開され、初めて国際連合が国家の政府を継承した。19ヶ国が協定に調印した。
パリ平和協定は、以下の条約からなる。
- カンボジアに関するパリ会議の最終文書
- カンボジア紛争の政治的な解決に関する合意
- カンボジアの主権、領土の保全と不可侵、中立と国家統一に関する合意
- カンボジアの復帰と復興に関する宣言[2]